# Thé de sarrasin

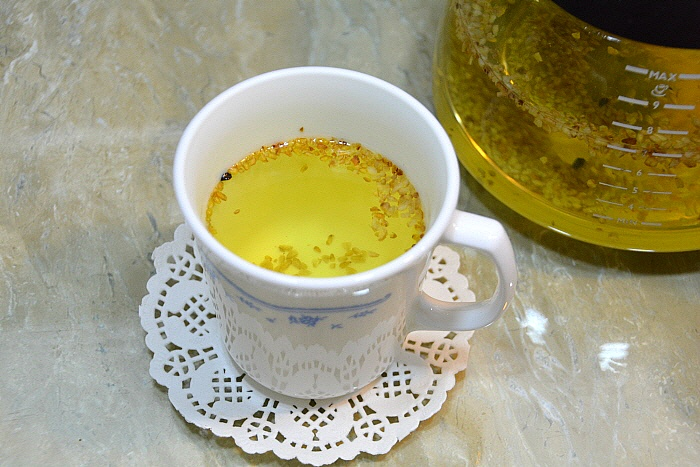
Thé de sarrasin

Le Sobacha ou thé de sarrasin (cor. memil-cha 메밀차, jap. soba-cha そば茶), est une infusion dans une eau fremissante de graines de sarrasin (sarrazin ou blé noir) grillés ou torréfiés, et essentiellement consommée au Japon.

## Histoire
Le sobacha, tout comme la plante de sarrasin, est originaire du nord-est de l'Asie (comprenant la Mongolie, la Chine et la Sibérie), où il est consommé depuis plusieurs siècles. Le sarrasin s'est répandu grâce aux techniques de culture en Corée et au Japon, puis en Europe au XIVe siècle[réf. nécessaire].
C'est une boisson au sarrasin sans alcool, en opposition à la bière de sarrasin très répandue au Tibet, en Chine et en Inde sous le nom de chang ou ཆང en Wylie  (nectar des dieux), tongba, thoo-n ou marwa. Cette bière est élaborée à partir d'eau bouillante à laquelle on ajoute des graines de sarrasin fermentées. La consommation de sarrasin sous forme de boisson sobacha est également très répandue au Japon.

## Utilisation
Le sobacha est utilisé en Chine sous le nom de « thé noir de sarrasin », black buckwheat tea (黑苦荞茶), car le sarrasin traditionnel est plus noir et plus amer que le sarrasin d'Europe, même si communément appelé « blé noir » en France en opposition au blé traditionnel, dit blanc ou raffiné.
Le sobacha existe maintenant dans le commerce sous différentes formes : grillé et prêt à infuser , soit en sachet comme le thé et les tisanes, soit en vrac (paquets de 100g, 500 g à 1 kg en général).
En Bretagne (terre de blé noir), il existe un sobacha  différencié du kasha. La graine n'est pas seulement grillée, l'idée étant de la rendre croquante avant l'infusion en effectuant une extraction du mucilage contrairement au kasha qui est seulement torréfié conservant une texture farineuse pouvant rendre l'infusion opaque voir grasse.
Il est aussi possible de l'accommoder soi-même. On l'utilise en cuisine en infusion comme le thé. Il peut être consommé nature ou avec du miel, du sucre brun, blanc, cassonade, édulcorants, sirop d'agave... Le sobacha possède une saveur de noisette.

### Recette
- Les faire infuser dans une tasse d'eau chaude à 100 °C environ pendant 5 à 10 minutes en fonction de la saveur recherchée.
- On peut également le faire infuser dans de l'eau froide à raison d'au moins une ou deux heures de trempage.

## Bienfaits
Le sobacha possède toutes les qualités du sarrasin : il est sans gluten et convient donc bien aux personnes sensibles ou intolérantes au gluten (notamment dans le cas de la maladie cœliaque).
Il est dépourvu de caféine. Il peut donc être consommé à volonté à n'importe quel moment de la journée ou même la nuit, sans effet secondaire. Il contient tous les puissants antioxydants du sarrasin, et notamment la rutine. Il est également le grain possédant l'action la plus antioxydante comparé aux céréales, telles que le blé, l'avoine, le maïs par exemple.
Il est riche en magnésium, dont l'une des principales vertus est de lutter contre le stress.
Il est très peu calorique voire acalorique en décoction ou en infusion, si toutefois on ne consomme pas les grains ensuite.
Il est riche comme le sarrasin en fibres solubles (pectine et autres polysaccharides) qui ralentissent le transit digestif au niveau de l'intestin grêle et permettent ainsi de normaliser la glycémie, l'insulinémie et la cholestérolémie. Il est également riche comme les autres céréales en fibres insolubles qui permettent un transit digestif optimal.